# Campionati canadesi di sci alpino 2016
I Campionati canadesi di sci alpino 2016 si sono svolti a Whistler dal 22 al 29 marzo 2016. Il programma ha incluso gare di discesa libera, supergigante, slalom gigante, slalom speciale e combinata, tutte sia maschili sia femminili.
Trattandosi di competizioni valide anche ai fini del punteggio FIS, vi hanno partecipato anche sciatori di altre federazioni, senza che questo consentisse loro di concorrere al titolo nazionale canadese. 

## Risultati

### Uomini

#### Discesa libera
| Pos. | Atleta              | Nazione | Tempo   |
| ---- | ------------------- | ------- | ------- |
| 1    | Morgan Pridy        | Canada  | 1:07,22 |
| 2    | Broderick Thompson  | Canada  | 1:07,87 |
| 3    | Riley Seger         | Canada  | 1:08,27 |
| 4    | Brodie Seger        | Canada  | 1:08,34 |
| 5    | Max Peiffer         | Canada  | 1:08,64 |
| 6    | Jeffrey Read        | Canada  | 1:08,67 |
| 7    | Simon Fournier      | Canada  | 1:09,17 |
| 8    | Raphaël Quenneville | Canada  | 1:09,40 |
| 9    | Keegan Sharp        | Canada  | 1:09,44 |
| 10   | Max Kirshenblat     | Canada  | 1:09,53 |

Data: 23 marzo 2016

Località: Whistler

Ore: 

Pista: 

Partenza: 1 672 m s.l.m.

Arrivo: 1 162 m s.l.m.

Dislivello: 510 m

Tracciatore: Rob Boyd

#### Supergigante
| Pos. | Atleta                 | Nazione | Tempo   |
| ---- | ---------------------- | ------- | ------- |
| 1    | Manuel Osborne-Paradis | Canada  | 1:12,15 |
| 2    | Phil Brown             | Canada  | 1:12,22 |
| 3    | Tyler Werry            | Canada  | 1:12,26 |
| 4    | James Crawford         | Canada  | 1:12,37 |
| 5    | Morgan Pridy           | Canada  | 1:12,39 |
| 6    | Brodie Seger           | Canada  | 1:12,69 |
| 7    | Riley Seger            | Canada  | 1:12,71 |
| 8    | Broderick Thompson     | Canada  | 1:12,95 |
| 9    | Cameron Alexander      | Canada  | 1:13,29 |
| 10   | Trevor Philp           | Canada  | 1:13,35 |

Data: 26 marzo 2016

Località: Whistler

Ore: 

Pista: 

Partenza: 1 672 m s.l.m.

Arrivo: 1 162 m s.l.m.

Dislivello: 510 m

Tracciatore: John Kucera

#### Slalom gigante
| Pos. | Atleta             | Nazione     | Tempo   |
| ---- | ------------------ | ----------- | ------- |
| 1    | Trevor Philp       | Canada      | 2:29,75 |
| 2    | Tyler Werry        | Canada      | 2:29,88 |
| 3    | James Crawford     | Canada      | 2:30,14 |
| 4    | Erik Read          | Canada      | 2:30,57 |
| 5    | Hig Roberts        | Stati Uniti | 2:30,77 |
| 6    | Phil Brown         | Canada      | 2:31,14 |
| 7    | Brodie Seger       | Canada      | 2:32,19 |
| 8    | Ford Swette        | Canada      | 2:32,48 |
| 9    | Jeffrey Read       | Canada      | 2:33,36 |
| 10   | Patrick McConville | Canada      | 2:33,97 |

Data: 28 marzo 2016

Località: Whistler

1ª manche:

Ore: 

Pista: 

Partenza: 1 562 m s.l.m.

Arrivo: 1 162 m s.l.m.

Dislivello: 400 m

Tracciatore: Thomas Penney

2ª manche:

Ore: 

Pista: 

Partenza: 1 562 m s.l.m.

Arrivo: 1 162 m s.l.m.

Dislivello: 400 m

Tracciatore: Pierre-Luc Dumoulin

#### Slalom speciale
| Pos. | Atleta                   | Nazione | Tempo   |
| ---- | ------------------------ | ------- | ------- |
| 1    | Phil Brown               | Canada  | 1:51,19 |
| 2    | Trevor Philp             | Canada  | 1:51,57 |
| 3    | Erik Read                | Canada  | 1:51,98 |
| 4    | William St-Germain       | Canada  | 1:53,55 |
| 5    | William Bruneau-Bouchard | Canada  | 1:54,98 |
| 6    | Brodie Seger             | Canada  | 1:55,29 |
| 7    | Alexandre Fortin         | Canada  | 1:55,79 |
| 8    | Karl Kuus                | Canada  | 1:56,71 |
| 9    | Ford Swette              | Canada  | 1:56,72 |
| 10   | Raphaël Quenneville      | Canada  | 1:56,96 |

Data: 29 marzo 2016

Località: Whistler

1ª manche:

Ore: 

Pista: 

Partenza: 1 362 m s.l.m.

Arrivo: 1 162 m s.l.m.

Dislivello: 200 m

Tracciatore: Chris Powers

2ª manche:

Ore: 

Pista: 

Partenza: 1 362 m s.l.m.

Arrivo: 1 162 m s.l.m.

Dislivello: 200 m

Tracciatore: Cam McKenzie

#### Combinata
| Pos. | Atleta              | Nazione | Tempo   |
| ---- | ------------------- | ------- | ------- |
| 1    | Trevor Philp        | Canada  | 2:10,67 |
| 2    | Brodie Seger        | Canada  | 2:11,12 |
| 3    | Phil Brown          | Canada  | 2:11,26 |
| 4    | Broderick Thompson  | Canada  | 2:11,50 |
| 5    | Tyler Werry         | Canada  | 2:12,11 |
| 6    | William St-Germain  | Canada  | 2:12,14 |
| 7    | Dominic Unterberger | Canada  | 2:12,62 |
| 8    | Jeffrey Read        | Canada  | 2:12,87 |
| 9    | Karl Kuus           | Canada  | 2:12,99 |
| 10   | Huston Philp        | Canada  | 2:13,27 |

Data: 27 marzo 2016

Località: Whistler

1ª manche:

Ore: 

Pista: 

Partenza: 1 672 m s.l.m.

Arrivo: 1 162 m s.l.m.

Dislivello: 510 m

Tracciatore: Peter Rybárik

2ª manche:

Ore: 

Pista: 

Partenza: 

Arrivo: 

Dislivello: 

Tracciatore: Jean-Marc Martel

### Donne

#### Discesa libera
| Pos. | Atleta                | Nazione  | Tempo   |
| ---- | --------------------- | -------- | ------- |
| 1    | Valérie Grenier       | Canada   | 1:11,40 |
| 2    | Stefanie Fleckenstein | Canada   | 1:12,37 |
| 3    | Katie Fleckenstein    | Canada   | 1:14,60 |
| 4    | Zoe Belczyk           | Canada   | 1:14,91 |
| 4    | Georgia Burgess       | Canada   | 1:14,91 |
| 6    | Candace Crawford      | Canada   | 1:15,10 |
| 7    | Stephanie Currie      | Canada   | 1:15,27 |
| 8    | Gabrielle Smith       | Canada   | 1:15,91 |
| 9    | Emma Woodhouse        | Canada   | 1:16,40 |
| 10   | Michelle Rufener      | Svizzera | 1:17,45 |

Data: 23 marzo 2016

Località: Whistler

Ore: 

Pista: 

Partenza: 1 672 m s.l.m.

Arrivo: 1 162 m s.l.m.

Dislivello: 510 m

Tracciatore: Rob Boyd

#### Supergigante
| Pos. | Atleta                 | Nazione | Tempo   |
| ---- | ---------------------- | ------- | ------- |
| 1    | Marie-Michèle Gagnon   | Canada  | 1:13,89 |
| 2    | Candace Crawford       | Canada  | 1:14,87 |
| 3    | Valérie Grenier        | Canada  | 1:14,95 |
| 4    | Marie-Pier Préfontaine | Canada  | 1:15,23 |
| 5    | Stefanie Fleckenstein  | Canada  | 1:16,54 |
| 6    | Victoria Stevens       | Canada  | 1:16,88 |
| 7    | Adrienne Poitras       | Canada  | 1:17,68 |
| 8    | Stephanie Currie       | Canada  | 1:17,69 |
| 9    | Emma Woodhouse         | Canada  | 1:17,93 |
| 10   | Georgia Burgess        | Canada  | 1:18,68 |

Data: 26 marzo 2016

Località: Whistler

Ore: 

Pista: 

Partenza: 1 672 m s.l.m.

Arrivo: 1 162 m s.l.m.

Dislivello: 510 m

Tracciatore: John Kucera

#### Slalom gigante
| Pos. | Atleta                 | Nazione | Tempo   |
| ---- | ---------------------- | ------- | ------- |
| 1    | Marie-Michèle Gagnon   | Canada  | 2:34,50 |
| 2    | Candace Crawford       | Canada  | 2:34,56 |
| 3    | Valérie Grenier        | Canada  | 2:35,11 |
| 4    | Marie-Pier Préfontaine | Canada  | 2:36,08 |
| 5    | Ali Nullmeyer          | Canada  | 2:37,30 |
| 6    | Victoria Stevens       | Canada  | 2:37,39 |
| 7    | Laurence St-Germain    | Canada  | 2:38,90 |
| 8    | Stephanie Currie       | Canada  | 2:40,11 |
| 9    | Stefanie Fleckenstein  | Canada  | 2:40,51 |
| 10   | Soleil Patterson       | Canada  | 2:41,26 |

Data: 29 marzo 2016

Località: Whistler

1ª manche:

Ore: 

Pista: 

Partenza: 1 562 m s.l.m.

Arrivo: 1 162 m s.l.m.

Dislivello: 400 m

Tracciatore: Nick Cooper

2ª manche:

Ore: 

Pista: 

Partenza: 1 562 m s.l.m.

Arrivo: 1 162 m s.l.m.

Dislivello: 400 m

Tracciatore: Mike Necesanek

#### Slalom speciale
| Pos. | Atleta                 | Nazione | Tempo   |
| ---- | ---------------------- | ------- | ------- |
| 1    | Marie-Michèle Gagnon   | Canada  | 1:44,57 |
| 2    | Candace Crawford       | Canada  | 1:46,71 |
| 3    | Laurence St-Germain    | Canada  | 1:47,83 |
| 4    | Amelia Smart           | Canada  | 1:48,58 |
| 5    | Alexa Dlouhy           | Canada  | 1:49,73 |
| 6    | Marie-Pier Préfontaine | Canada  | 1:51,70 |
| 7    | Laurence Huot          | Canada  | 1:51,98 |
| 8    | Stefanie Fleckenstein  | Canada  | 1:52,73 |
| 9    | Adrienne Poitras       | Canada  | 1:53,23 |
| 10   | Tyra Collombin         | Canada  | 1:53,38 |

Data: 28 marzo 2016

Località: Whistler

1ª manche:

Ore: 

Pista: 

Partenza: 1 362 m s.l.m.

Arrivo: 1 162 m s.l.m.

Dislivello: 200 m

Tracciatore: Cam McKenzie

2ª manche:

Ore: 

Pista: 

Partenza: 1 362 m s.l.m.

Arrivo: 1 162 m s.l.m.

Dislivello: 200 m

Tracciatore: Francis Royal

#### Combinata
| Pos. | Atleta             | Nazione  | Tempo   |
| ---- | ------------------ | -------- | ------- |
| 1    | Candace Crawford   | Canada   | 2:15,03 |
| 2    | Ali Nullmeyer      | Canada   | 2:15,96 |
| 3    | Stephanie Currie   | Canada   | 2:18,92 |
| 4    | Amelia Smart       | Canada   | 2:19,78 |
| 5    | Adrienne Poitras   | Canada   | 2:20,45 |
| 6    | Soleil Patterson   | Canada   | 2:22,89 |
| 7    | Sarah Taylor       | Canada   | 2:23,68 |
| 8    | Hannah Schmidt     | Canada   | 2:23,77 |
| 9    | Katie Fleckenstein | Canada   | 2:23,80 |
| 10   | Michelle Rufener   | Svizzera | 2:24,08 |

Data: 27 marzo 2016

Località: Whistler

1ª manche:

Ore: 

Pista: 

Partenza: 1 672 m s.l.m.

Arrivo: 1 162 m s.l.m.

Dislivello: 510 m

Tracciatore: Peter Rybárik

2ª manche:

Ore: 

Pista: 

Partenza: 

Arrivo: 

Dislivello: 

Tracciatore: Ryan Jazyk